# Mazaricos
Mazaricos là một đô thị của Tây Ban Nha ở tỉnh A Coruña trong cộng đồng tự trị của Galicia.
42°56′B 8°57′T / 42,933°B 8,95°T